# Астрецово
Астрецово — деревня в Московской области, c 19 мая 2018 года в составе  Дмитровского городского округа (ранее входила в упраздненное городское поселение Яхрома). В 1994—2006 годах Астрецово было центром Астрецовского сельского округа.
Среди любителей антиквариата известность получила Астрецовская фабрика металлических игрушек.

## Расположение
Деревня расположена в 1,5 км западнее Яхромы, у истоков речки Каменки бассейна реки Яхромы, высота центра над уровнем моря 235 м. 
Ближайший населённый пункт — Яковлево на противоположном берегу ручья. Село Андреевское примыкает с востока.

## Население
| 2002 | 2006 | 2010 |
| ---- | ---- | ---- |
| 328  | ↗351 | ↘270 |